# Huawei Y5
Huawei Y5 (Y560-L01) – smartfon chińskiego przedsiębiorstwa telekomunikacyjnego Huawei Technologies. Urządzenie miało swoją premierę w lipcu 2015. W momencie premiery smartfon pracował pod kontrolą systemu operacyjnego Google Android 5.1 Lollipop. Urządzenie zostało ono wyposażone w łączność 4G LTE. Smartfon posiada chipset Qualcomm MSM8909 Snapdragon 210, procesor czterordzeniowy (każdy rdzeń taktowany 1,1 GHz), oraz układ graficzny Adreno 306. Wymienny akumulator litowo-polimerowy ma pojemność 2000 mAh. Dodatkowo Huawei Y5 ma wbudowany akcelerometr. Jest wyposażony w czytnik kart microSD. W telefonie zastosowano pojemnościowy ekran dotykowy TFT LCD o przekątnej 4,5" i rozdzielczości 480x854 pikseli.